# Steromphala albida
Gibbula albida is een zeeslakkensoort die behoort tot de familie Trochidae. De wetenschappelijke naam van de soort werd in 1791 voor het eerst geldig gepubliceerd door 
Johann Friedrich Gmelin als Trochus albidus.

## Kenmerken
De schelp van Gibbula albida is 21 millimeter hoog en 23 millimeter breed. De kleur is lichtgeel tot donkerbruin.

## Verspreiding
Gibbula albida komt voor in de Middellandse Zee ten oosten van Italië op stenen en algen.